# Julien Bonhomme
Pour les articles homonymes, voir Bonhomme.
Julien Bonhomme, né le 8 août 1975, est un anthropologue français, maître de conférences à l’ENS-Paris et chercheur au laboratoire d’Anthropologie Sociale.
Il est notamment l’auteur de Les Voleurs de sexe, Anthropologie d’une rumeur africaine paru en 2009 aux Éditions du Seuil,,,,.

## Publications
- Julien Bonhomme, Le miroir et le crâne. Parcours initiatique du Bwete Misoko (Gabon), 2006, Éditions MSH et CNRS
- Carlo Severi et Julien Bonhomme, Paroles en actes, 2007, L'Herne
- Julien Bonhomme, Déjouer la mort en Afrique: Or, orphelins, fantômes, trophées et fétiches, 2008, Éditions L'Harmattan
- Julien Bonhomme, Les Voleurs de sexe, Anthropologie d'une rumeur africaine, 2009, Éditions du Seuil
- Julien Bondaz et Julien Bonhomme, L'offrande de la mort : une rumeur au Sénéga, 2017, CNRS Éditions

## Liens Externes
- Ressource relative à l'audiovisuel :   - Africultures
- Notices d'autorité :   - VIAF
  - ISNI
  - IdRef
  - LCCN
  - GND
  - Israël
  - WorldCat